# Radostów Górny

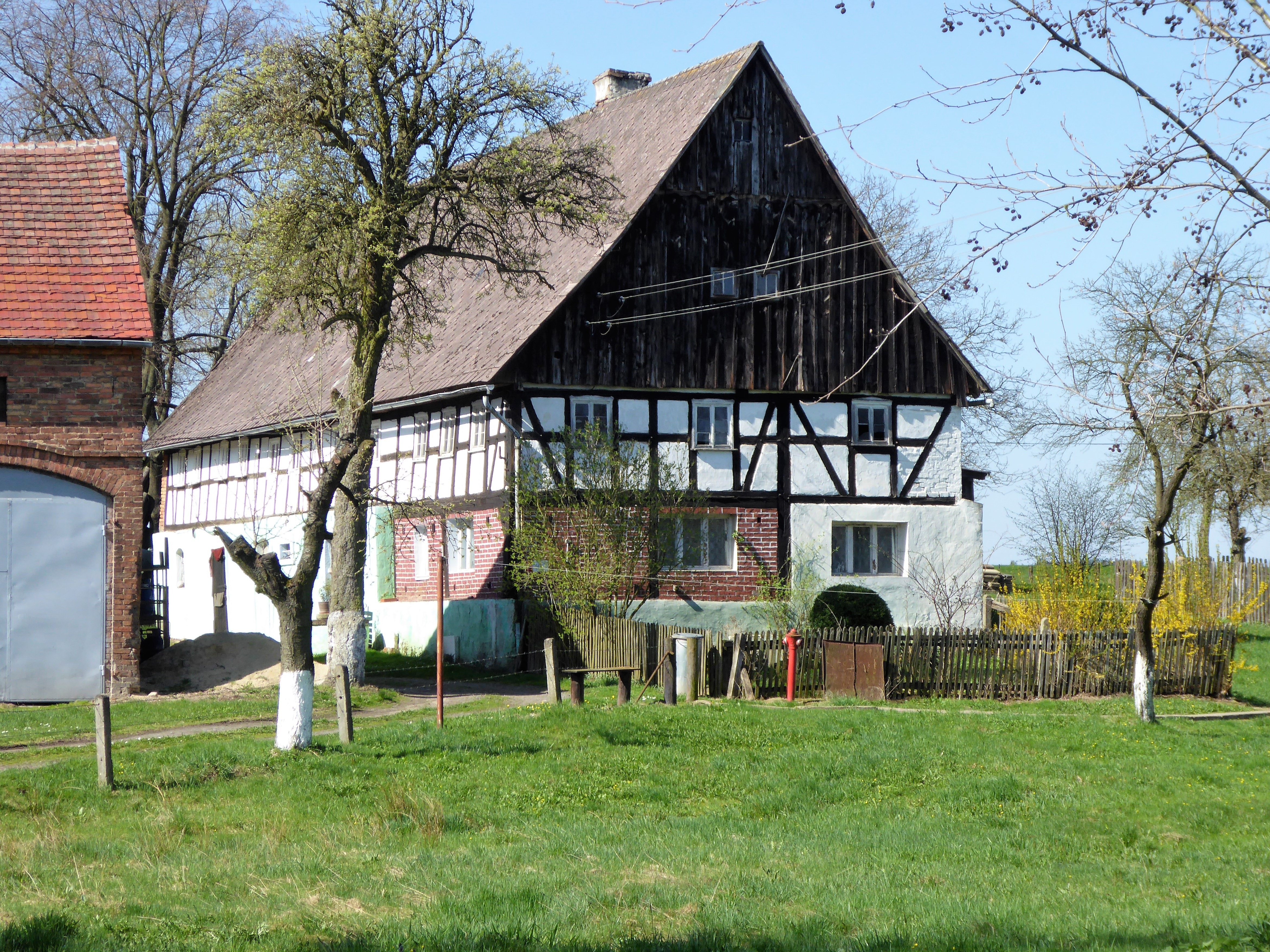
Haus in Radostów Górny

Radostów Górny (deutsch Ober Thiemendorf) ist ein Ort in der Landgemeinde Lubań (Lauban) der Woiwodschaft Niederschlesien in Polen.
Von 1815 bis 1945 gehörte Ober Thiemendorf zum  Kreis Lauban zur preußischen Provinz Schlesien.

## Geschichte
Beim Vormarsch der Roten Armee flüchteten die Dorfbewohner im Januar 1945. Die bis Juni 1945 zurückgekehrten Dorfbewohner wurden daraufhin vertrieben.

## Verwaltungszuordnung
1975 bis 1998 gehörte das Dorf administrativ zur Woiwodschaft Jelenia Góra.

## Sehenswürdigkeiten
- Fachwerkhaus Nr. 8, aus dem Jahr 1824[3]